# Wirtschafts- und Sozialrat Luxemburgs
Der Wirtschafts – und Sozialrat Luxemburgs (fr. Conseil économique et social du Luxembourg) ist die beratende Institution, die meistens auf Antrag der luxemburgischen Regierung die wirtschaftlichen, finanziellen und sozialen Probleme in einem oder mehreren Wirtschaftssektoren oder in der gesamten Volkswirtschaft untersuchen soll. Er wurde am 21. März 1966 durch das Gesetz gegründet. Seit dem 1. März 2021 ist Tom Dominique der Präsident des Wirtschafts- und Sozialrates für die Mandatsperiode 2021 bis 2023. Seit dem 1. März 2021 ist Tom Dominique der Präsident des Wirtschafts- und Sozialrates für die Mandatsperiode 2021 bis 2023. Das Ziel dieser Institution ist es nicht, die divergierenden Interessen zwischen Arbeitgebern und Arbeitnehmern vollständig zu beseitigen, sondern die Sozialpartner zumindest einander näherzubringen, damit sie die gegenseitigen Probleme und Schwierigkeiten kennenlernen und verstehen.

## Geschichte
Bereits kurz nach dem Ersten Weltkrieg kam die Idee auf, ein berufsübergreifendes Beratungsorgan zu schaffen. Im Jahre 1924 wurde im Rahmen der Parlamentsdebatten über die Einrichtung von Berufskammern (fr. Chambres professionelles) darüber diskutiert, ob diese in einem Wirtschafts- und Sozialrat zusammengefasst werden sollten. Dieser Vorschlag wurde verworfen. Im Gesetz von 1924 zur Einrichtung von Berufskammern wurde lediglich vorgesehen, dass zwei oder mehrere Kammern die Möglichkeit bekommen, gemeinsame Sitzungen zum Zweck abgestimmter Beratungen und Entscheidungen bezüglich Fragen, die mehrere Berufe betreffen, abzuhalten.
1932 wurde nach einer Resolution des Völkerbundes der Regierung empfohlen, nationale Wirtschaftsräte einzurichten, um internationale wirtschaftliche Probleme auf allgemeiner Ebene untersuchen zu können. Diesbezüglich wurde auf den Vorschlag von 1924 zurückgegriffen und es wurde die Gründung eines Wirtschaftsrates beschlossen. Dieser Rat beschäftigte sich hauptsächlich mit den Folgen der Weltwirtschaftskrise (1929) und wurde im Jahre 1935 außerdem erweitert. Des Weiteren führte er Untersuchungen zu Ergebnissen der belgisch-luxemburgischen Wirtschaftsunion durch, die 1922 beschlossen wurde.
Nach Ende des Zweiten Weltkrieges im Jahre 1945 wurde im besonderen Kontext des Wiederaufbaus der 1931 eingerichtete Wirtschaftsrat gegen einen Volkswirtschaftsrat ersetzt. Dieser hatte den Auftrag, Probleme im Zusammenhang mit der Struktur, der Regulierung und der Organisation der luxemburgischen Wirtschaft und insbesondere Fragen der Orientierung und Rehabilitierung nach dem Krieg zu untersuchen. Als sich das soziale und wirtschaftliche Leben in Luxemburg wieder normalisierte, und die institutionellen Strukturen neu aufgebaut wurden, schrumpfte der Tätigkeitsbereich dieses Volkswirtschaftsrates. 
In der Nachkriegszeit entwickelte sich außerdem ein deutlicheres Bewusstsein für die Interdependenz wirtschaftlicher und sozialer Probleme. Diese konnten durch den Volkswirtschaftsrat nicht ausreichend berücksichtigt werden. Ein Gesetzesentwurf zur Reform der Berufskammern vom 31. Juli 1957 sah es daher vor, einen Wirtschafts- und Sozialrat einzurichten. Dieser Wirtschafts- und Sozialrat sollte sich aus Vertretern aller Kammern zusammensetzen. Der Vorschlag wurde jedoch einhellig von den Kammern abgelehnt. Der Versuch, einen Wirtschafts- und Sozialrat einzurichten scheiterte daran, dass die Vertreter der Berufskammern befürchteten, ihre Vorrechte zu riskieren, da die Strukturen der Berufskammern und des künftigen Wirtschafts- und Sozialrates miteinander verwoben waren.
Zehn Jahre später wird der Wirtschafts- und Sozialrat von Luxemburg durch das Gesetz vom 21. März 1966 dennoch gegründet, nachdem am 18. Dezember 1962 die Abgeordnetenkammer einstimmig einen Antrag verabschiedete, in dem die Regierung dazu aufgefordert wurde, die Zweckmäßigkeit der Einrichtung, Zusammensetzung, Kompetenzen und Funktionsweise eines Wirtschafts- und Sozialrats zu untersuchen.
Am 25. November 1964 legte dann der damalige Premierminister Pierre Werner den Gesetzesentwurf zur Errichtung eines solchen Rates mit autonomem Charakter vor. Diesmal einigte man sich darauf, dass die Berufskammern mit dem Wirtschafts- und Sozialrat nicht vermischt werden. Ziel des Wirtschafts- und Sozialrates war es, ein Beratungsorgan zur systematischen Prüfung der Probleme, die das wirtschaftliche und soziale Leben Luxemburgs betreffen, darzustellen.
Mit der europäischen Integration hat sich dem Wirtschafts – und Sozialrat ein neuer Bereich, nämlich der des supranationalen Dialogs eröffnet. So arbeitet Luxemburg beispielsweise mit dem Wirtschafts – und Sozialausschuss der Europäischen Wirtschaftsgemeinschaft zusammen aber auch mit dem beratenden Wirtschafts – und Sozialausschuss der Benelux – Staaten.
Im Jahre 2014 forderte der Wirtschafts – und Sozialrat einstimmig, dass Ausländer nicht mehr aufgrund ihrer fremden Nationalität vom Rat ausgeschlossen werden dürfen. 

## Aufgaben
Die Hauptaufgaben des Wirtschafts- und Sozialrates bestehen aus dem Folgenden::
- Prüfung der großen wirtschaftlichen und sozialen Probleme der luxemburgischen Gesellschaft. Zu diesem Zweck gibt der Wirtschafts- und Sozialrat zu allen Gesetzesentwürfen, die in den wirtschaftlichen, sozialen und finanziellen Bereich fallen, eine Stellungnahme ab.
- Vermittlung von Lösungen (Vermittlerrolle).
- Förderung der Zusammenarbeit zwischen den verschiedenen sozioprofessionellen Gruppen. Diesbezüglich hat der Wirtschafts- und Sozialrat eine ausgleichende Wirkung zwischen Arbeitnehmern und Arbeitsgebern.
- Jährliche Erstellung einer Stellungnahme zur wirtschaftlichen, sozialen und finanziellen Entwicklung Luxemburgs.

## Zusammensetzung
Die aktuelle Zusammensetzung des Wirtschafts – und Sozialrates besteht aus 39 Mitgliedern und ebenso vielen Stellvertretern. Die Mitglieder und Stellvertreter sind in drei Gruppen gegliedert, welche die sozioökonomische Struktur Luxemburgs widerspiegeln:
- 18 von der Regierung auf Vorschlag der repräsentativen Berufsverbände ernannte Arbeitgebervertreter. Diese unterteilen sich folgendermaßen:
  - 13 Unternehmensvertreter
  - 3 Landwirtschafts- und Weinbauvertreter
  - 2 Vertreter der freien Berufe

- 18 von der Regierung auf Vorschlag der repräsentativen Berufsverbände ernannte Arbeitnehmervertreter. Diese unterteilen sich folgendermaßen:
  - 14 Arbeitnehmervertreter des Privatsektors
  - 4 Beamtenvertreter oder Angestelltenvertreter des öffentlichen Sektors
  - 3 vom Regierungsrat ernannte Vertreter, die über anerkannte Kompetenzen in wirtschaftlichen, sozialen und finanziellen Angelegenheiten verfügen. In der Regel handelt es sich hierbei um hohe Beamte, die Experten in den Bereichen Wirtschaft, Finanzen und soziale Sicherheit sind.

Alle Mitglieder und Stellvertreter werden für eine Dauer von vier Jahren ernannt, wobei die Amtszeit der Mitglieder bei Bedarf verlängert werden kann. Der Präsident und der Vizepräsident werden vom Wirtschafts – und Sozialrat vorgeschlagen und anschließend vom Großherzog ernannt. Die Dauer ihrer Mandate beschränkt sich auf zwei Jahre.
Diese derzeitige Zusammensetzung des Wirtschafts – und Sozialrates wurde durch das Gesetz vom 15. Juni 2004 festgelegt. Im Jahre 1966 zählte der Wirtschafts – und Sozialrat lediglich 29 Mitglieder, und im Jahre 1986 dann 35 Mitglieder. Die Anzahl an Mitgliedern ist also seit der Gründung des Rates angesichts der gesellschaftlichen Veränderungen gestiegen. Nimmt das wirtschaftliche Gewicht einer Gruppe ab, so ist es jedoch nicht gestattet, die Zahl ihrer Vertreter zu verringern. Um einen Ausgleich zu erzeugen, wird stattdessen die Gesamtzahl der Mitglieder erhöht.

## Präsidenten des Wirtschafts- und Sozialrates
Die folgende Tabelle listet alle bisherigen Präsidenten des Wirtschafts – und Sozialrates und ihre Mandatszeiten auf: 
| Mandatszeit | Präsident im Amt  | Mandatszeit | Präsident im Amt   |
| ----------- | ----------------- | ----------- | ------------------ |
| 1966 – 1972 | Gustave Stoltz    | 1995 – 1997 | Robert Kieffer     |
| 1972 – 1974 | Antoine Weiss     | 1997 – 2000 | Robert Weber       |
| 1974 – 1976 | Georges Faber     | 2000 – 2002 | Lucien Thiel       |
| 1976 – 1978 | Armand Simon      | 2002 – 2004 | Gaston Reinesch    |
| 1978 – 1980 | Joseph Kratochwil | 2004 – 2006 | Raymond Hencks     |
| 1980 – 1982 | Raymond Rollinge  | 2006 – 2009 | Romain Schmit      |
| 1982 – 1984 | Armand Simon      | 2009 – 2011 | Serge Allegrezza   |
| 1984 – 1987 | Paul Lauterbourg  | 2011 – 2013 | André Roeltgen     |
| 1987 – 1989 | Rolphe Reding     | 2013 – 2015 | Gary Kneip         |
| 1989 – 1989 | Romain Schintgen  | 2015 – 2017 | Pascale Toussing   |
| 1989 – 1991 | Romain Bausch     | 2017 – 2019 | Marco Wagener      |
| 1991 – 1993 | Mario Castegnaro  | 2019 – 2021 | Jean-Jaques Rommes |
| 1993 – 1995 | Lucien Jung       | 2021 –      | Tom Dominique      |

## Bibliographie
- Gérard Trausch: Histoire économique du Grand-Duché de Luxembourg 1815 – 2015, STATEC Institut national de la statistique et des études économiques, Luxemburg 2017, ISBN 978-2-87988-134-8, (online).
- Gérard Trausch: Le conseil économique et social et la société luxembourgeoise. Luxemburg 2006, (online).